# Фишер, Эрве
Эрве Фишер (фр. Hervé Fischer; род. 1941[…], Париж) — французский и канадский художник и социолог.
Окончил «Высшую школу» (Rue d’Ulm, Париж, 1964) и защитил магистерскую диссертацию по политической философии и посвятил свое основное исследование социологии цвета. В течение многих лет преподавал социологию коммуникаций и культуры в Сорбонне, где в 1981 году получил звание магистра-лектора. В то же время он сделал карьеру мультимедийного художника и одного из создателей социологического искусства, в рамках которого инициировал многие проекты участия общественности во взаимодействиях с радио, телевидением и печатными СМИ во многих европейских и латиноамериканских странах.

## Биография
Эрве Фишер, французский и канадский философ и художник, родился в 1941 году. Окончил Высшую нормальную школу (Париж), преподавал социологию общения и культуры в Сорбонне. Имеет степень магистра в области философии и докторскую степень в области социологии. Будучи мультимедийным художником стоял у истоков создания «социологического искусства» (1971). До переезда в Канаду он являлся автором и вдохновителем большого количества проектов посвященных взаимодействию общественности с радио, телевидением и печатными СМИ во многих странах Европы и Латинской Америки. Был специальным гостем на Венецианской биеннале в 1976 году, на биеннале в Сан-Паулу в 1981 году и на выставке современного искусства Documenta 7 в Касселе (Германия) в 1982 году. У него были персональные выставки в Музее современного искусства в Париже в 1976 году в Музее современного искусства в Монреале в 1980 году (ретроспектива) и в Мексике в 1983 году.
В 1985 году организовал франко-канадское сотрудничество в проекте по созданию электронного романа Марко Поло, в котором участвовали писатели из Африки, Европы и Канады, а также в нём участвовали Умберто Эко и Итало Кальвино.
С 1999 года работает как художник эпохи цифровых технологий. Среди музеев в которых проходили его персональные выставки можно выделить, Национальный музей изящных искусств в Буэнос-Айресе, Аргентина, (2003), Национальный музей искусств, Монтевидео, Уругвай (2004), Национальный музей искусств Чили, Сантьяго (2006), Центр Вифредо Лама в Гаване, Музей современного искусства в Сере (2010-11), Музей современного искусства Сан-Паулу (1976 и 2012).
Центр Помпиду представил ретроспективу работ художника: «Социологическое искусство Эрве Фишера», в 2017 году.
Эрве Фишер является соучредителем Международного фестиваля научных фильмов в Квебеке, Multimedia International Market и Science Pour Tous. С 1997 года он также является соучредителем и президентом Международной федерации мультимедийных ассоциаций. Член Канадского комитета ЮНЕСКО.

## Литературная деятельность
Является автором множество статей, статей и книг по социологическому искусству, в частности:
- Art and Marginal Communication (Balland, Paris, 1974),
- Théorie de l' art sociologique, Casterman, Paris, 1976;
- L'Histoire de l'art est terminée, Balland, 1981;
- Citoyens-sculpteurs, Segedo, 1981;
- L'Oiseau-chat (on the Quebec identity), La Presse, 1983;
- La Calle ¿ A dónde Ilega?, Arte y Ediciones, Mexico, 1984;
- Art et communication marginale, Balland, 1974
- Théorie de l'art sociologique, Casterman, 1976
- L'Histoire de l'art est terminée, Balland, 1981
- Citoyens-sculpteurs, Segedo, 1981
- Mythanalyse et société, in L'oiseau-chat, roman-enquête sur l'identité québécoise 4e partie, éditions La Presse, Montréal, 1983.
- La Calle ¿adónde llega? Arte y Ediciones, Mexico, 1984.
- Mythanalyse du futur, 2000
- Le romantisme numérique (60 p., Fides et Musée de la civilisation, 2002)
- Les défis du cybermonde (direction, P. U. L., 2003)
- CyberProméthée, l'instinct de puissance (éditions vlb, 2003 et UNTREF, Argentine)
- La planète hyper. De la pensée linéaire à la pensée en arabesque (vlb, 2004)
- Nous serons des dieux (vlb, 2006).
- Digital Shock - Confronting the New Reality, McGill Queen's University Press, Montreal, 2006
- The Decline of the Hollywood Empire, Talon Books, Vancouver, 2006
- La société sur le divan. Éléments de mythanalyse (vlb, 2007).
- Québec imaginaire et Canada réel. L'avenir en suspens (vlb, 2008).
- Un roi américain - Denys Premier de l'Anse (vlb, 2009).
- L'avenir de l'art (vlb, 2010).
- Nouvelle nature (Musée d'art moderne de Céret, 2010).
- La Divergence du futur (vlb, 2014).
- La pensée magique du Net (Editions François Bourin, Paris, 2014).